# Sicana trinitensis
Sicana trinitensis är en gurkväxtart som beskrevs av Ernest Entwistle Cheesman.
Sicana trinitensis ingår i släktet Sicana och familjen gurkväxter. Inga underarter finns listade i Catalogue of Life.